# Boyd, Texas
Boyd là một thị trấn thuộc quận Wise, tiểu bang Texas, Hoa Kỳ. Năm 2010, dân số của thị trấn này là 1207 người.

## Dân số
- Dân số năm 2000: 1099 người.
- Dân số năm 2010: 1207 người.